# Hugo Langemak
Hugo Langemak (né le 4 mai 1869 et mort en 1937) est un vice-amiral allemand de la marine impériale.

## Biographie
Hugo Langemak est le fils de l'homme politique et judiciaire Paul Langemak (de) et de Maria Adelheide, née Giese. Son frère aîné est l'homme politique Paul Langemak (de).
Hugo Langemak s'engage dans la marine impériale le 11 avril 1885, devient cadet de la marine avec brevet le 13 avril 1886 et est en 1890 sous-lieutenant en mer (promu le 18 mai 1888) dans la division de la marine (de).
De juillet 1907 à septembre 1908, il est capitaine de corvette aux commandes du croiseur léger Niobe, qui fait alors partie de l'escadron de croiseurs en Asie de l'Est. À partir de février 1911, il est capitaine en mer aux commandes du Schlesien. Il est ensuite commandant du navire de ligne Elsaß jusqu'en avril 1912 et de sa nouvelle mise en service le 31 juillet 1914 jusqu'en février 1915. En mai 1913, il prend en charge le grand cuirassé Oldenburg nouvellement mis en service. Il abandonne le commandement fin septembre de la même année. Il devient chef d'état-major de l'inspection des torpilles jusqu'en juillet 1914.
De février 1915 à septembre 1915, il est commandant du Thüringen. Il est alors chef du 4e groupe de reconnaissance de la flotte de haute mer et en même temps chef des torpilleurs (de) de la mer Baltique. Le 24 avril 1916, il est promu contre-amiral et un mois plus tard, il devient commandant des Forces de reconnaissance de la Baltique orientale jusqu'en décembre 1916. Dès lors jusqu'en juin 1917, il est employé dans divers commandements courts et est ensuite inspecteur des mines et des armes de barrage jusqu'à la fin de la guerre. Le 8 juin 1919, il est renvoyé de la marine.
Le 4 septembre 1919, il est décoré du caractère de vice-amiral avec l'ancienneté de grade au 8 juin 1919.